# George Hamilton (acteur)
Pour les articles homonymes, voir Hamilton et George Hamilton.
 (mars 2015).
Si vous disposez d'ouvrages ou d'articles de référence ou si vous connaissez des sites web de qualité traitant du thème abordé ici, merci de compléter l'article en donnant les références utiles à sa vérifiabilité et en les liant à la section « Notes et références ».
George Hamilton est un acteur et producteur américain, né le 12 août 1939 à Memphis, dans le Tennessee (États-Unis).

## Biographie
George Hamilton est le fils du musicien George William Hamilton, compositeur de la série Chercheuses d'or qui contribua à la gloire de la Warner dans les années trente.
Après avoir obtenu un prix d'interprétation dans un concours opposant les lycéens de Floride, il interrompt ses études et débute à l'écran dans Crime and Punishment U.S.A. de Denis Sanders, une adaptation moderne à petit budget de Crime et Châtiment. Engagé comme jeune premier par la MGM, il interprète le fils de Robert Mitchum dans le flamboyant mélodrame de Vincente Minnelli, Celui par qui le scandale arrive et tourne également Quinze Jours ailleurs, du même réalisateur, qui lui valent d'excellentes critiques le comparant à Warren Beatty (celui-ci en plaisantera avec Hamilton dans Bulworth en 1998). Puis suivent Lumière sur la piazza de Guy Green, Les Folles Filles d'Eve de Henry Levin, Les Jeunes Loups au côté de Natalie Wood et Robert Wagner, et La Guerre des cerveaux, classique de la science-fiction signé Byron Haskin qui met fin à son contrat en 1968.

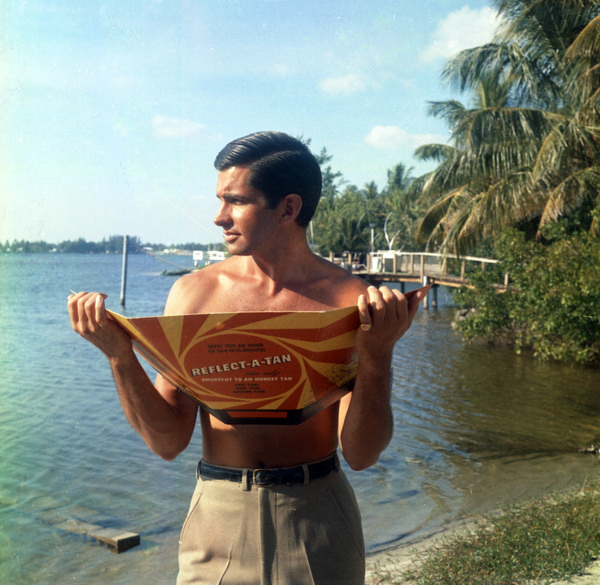
Hamilton en Floride, 1965.

Parallèlement à ces films qui lui rapportent le Golden Globe du meilleur espoir, il participe à la super-production de Carl Foreman, Les Vainqueurs, et s'essaie avec succès à la comédie d'action dans Viva Maria ! de Louis Malle et L'Homme de Marrakech de Jacques Deray, avant de s'orienter vers la télévision, où il donne la réplique à Lana Turner (déjà croisée sur Par l'amour possédé) dans The Survivors et lance sa propre série Paris 7000. Entré dans la production en 1971, avec Evel Knievel de Marvin Chomsky, il produit et interprète en 1979 le film culte de Stan Dragoti Le Vampire de ces dames, et en 1981 parodie avec entrain le plus illustre bretteur du cinéma dans La Grande Zorro, une comédie de Peter Medak. Ces deux films lui vaudront chacun une nomination au Golden Globe du meilleur acteur de comédie. À sa filmographie, viennent s'ajouter Sextette de Ken Hughes, Le Fantôme de Cat Dancing de Richard Sarafian, Le Parrain 3 de Francis Ford Coppola ou encore Crocodile Dundee 3 de Simon Wincer et plus récemment Off Key de Manuel Gomez Pereira.
Vétéran du petit écran, George Hamilton y a tenu deux fois le rôle de l'assassin face à Columbo (en 1975 et 1991) et un rôle récurrent dans Dynastie où il est l'amant de Linda Evans - alors que les magazines lui prêtent une liaison avec Joan Collins. Il y côtoie dès ses débuts des stars comme Lew Ayres et Charles Boyer avant d'être à l'affiche du téléfilm L'Adieu aux armes en 1966 puis du feuilleton Racines en 1977, et de participer à L'Homme à la Rolls, Un shérif à New York, Alerte à Malibu, Nash Bridges, Dream On et Las Vegas entre autres.
Après avoir été pendant quatre décennies l'une des stars les plus populaires d'Hollywood, George Hamilton conquiert Broadway dans la reprise de la comédie musicale Chicago, où il interprète un avocat marron. Il joue également à San Francisco la pièce à deux personnages de A.R. Gurney Love Letters en compagnie de Joan Collins et en 2012 dans une nouvelle mise en scène de La Cage aux folles, la comédie musicale de Jerry Herman et Harvey Fierstein, au Kennedy Center. Il est en 2002 à l'affiche de Hollywood Ending de Woody Allen, présenté en ouverture du Festival de Cannes.
Dans les années 1990 George présente avec son ex-épouse Alana (remariée avec Rod Stewart) le talk-show George & Alana.
Dans les années 2000, il participe aux émissions Dancing with the Stars (saison 2 avec comme partenaire, la danseuse professionnelle Edyta Sliwinska (en)) et I'm a Celebrity... Get Me Out of Here ! (saison 9). Dans cette dernière il révèle qu'il a connu intimement au moins quatre Miss Monde.
George Hamilton a publié son autobiographie, Don't Mind If I Do (JR Books, 2009), où il évoque son amitié avec le fils d'Errol Flynn, Sean, ses relations avec des monstres sacrés tels que Judy Garland, Elvis Presley et le colonel Parker, Frank Sinatra et Cary Grant ainsi que ses liaisons avec Jeanne Moreau, Britt Ekland, Elizabeth Taylor, Danielle Steel, Sylvia Kristel, la fille du président Lyndon Johnson, la reine Soraya, jusqu'à son rendez-vous avec Marilyn Monroe, manqué car "[il] était terriblement intimidé", et son implication dans l'affaire Profumo (article de John Preston le 10 mai 2009 pour telegraph.co.uk.). La même année Hamilton produit Ma mère, ses hommes et moi dirigé par Richard Loncraine, avec Renée Zellweger jouant sa propre mère mariée quatre fois. En 2008, Hamilton révèle au Daily Mail qu'il avait eu une relation sexuelle avec sa belle-mère à l'âge de douze ans.
Comme toute star, George Hamilton a interprété des personnages célèbres : l'écrivain Moss Hart dans Act One, le chanteur Hank Williams, le cascadeur Evel Knievel, Dracula, le parodique gay Zorro, William Randolph Hearst et Santa Claus.
Son fils Ashley (eu avec Alana Stewart) a été brièvement marié avec Shannen Doherty.

## Filmographie

### Acteur

#### Cinéma
- 1952 : L'Étoile du destin (Lone Star) de Vincent Sherman : Noah, le domestique de Jackson
- 1959 : Crime & Punishment, USA (en) : Robert
- 1960 : Celui par qui le scandale arrive (Home from the Hill) de Vincente Minnelli : Theron Hunnicutt
- 1960 : Ces folles filles d'Ève (Where the Boys Are) de Henry Levin : Ryder Smith
- 1960 : Les Jeunes Loups (All the Fine Young Cannibals) de Michael Anderson : Tony McDowall
- 1961 : Angel Baby (en) de Paul Wendkos : Paul Strand
- 1961 : Par l'amour possédé (By Love Possessed) de John Sturges : Warren Winner
- 1961 : Tonnerre apache (A Thunder of Drums) western de Joseph M. Newman : Lt. Curtis McQuade
- 1962 : Lumière sur la piazza (Light in the Piazza) de Guy Green : Fabrizio Naccarelli
- 1962 : Quinze Jours ailleurs (Two Weeks in Another Town) de Vincente Minnelli : Davie Drew
- 1963 : Les Vainqueurs (The Victors) de Carl Foreman : Trower
- 1963 : Act One (en) de Dore Schary : Moss Hart
- 1964 : Looking for Love (en) : George Hamilton
- 1964 : Your Cheatin' Heart (en) de Gene Nelson  : Hank Williams
- 1965 : Viva Maria ! de Louis Malle : Flores
- 1966 : L'Homme de Marrakech de Jacques Deray  : George
- 1967 : Quatre Fiancés pour un mari (Doctor, You've Got to Be Kidding!) de Peter Tewksbury  : Harlan W. Wycliff
- 1967 : La Poursuite des tuniques bleues (A Time for Killing) de Phil Karlson : Capitaine Dorrit Bentley
- 1967 : Le Valet de carreau (Jack of Diamonds) de Don Taylor : Jeff Hill
- 1968 : La Guerre des cerveaux (The Power) de Byron Haskin : Professeur Jim Tanner
- 1970 : Togetherness comédie d'Arthur Marks
- 1971 : Evel Knievel (en) de Marvin J. Chomsky  : Evel Knievel
- 1973 : Medusa de Gordon Hessler : Jeffrey
- 1973 : Le Fantôme de Cat Dancing (The Man Who Loved Cat Dancing) de Richard C. Sarafian : Crocker
- 1975 : Une fois ne suffit pas (Once Is Not Enough) de Guy Green : David Milford
- 1977 : The Happy Hooker Goes to Washington (en) : Ward Thompson
- 1978 : Sextette de Ken Hughes : Vance Norton
- 1979 : De l'enfer à la victoire (Contro 4 bandiere) d'Umberto Lenzi : Maurice Bernard
- 1979 : Le Vampire de ces dames (Love at First Bite) de Stan Dragoti : Comte Dracula
- 1981 : La Grande Zorro (Zorro, the Gay Blade) de Peter Medak : Don Diego Vega / Bunny Wigglesworth / Ramon Vega / Margarita Wigglesworth
- 1990 : Le Parrain, 3e partie (The Godfather: Part III) de Francis Ford Coppola : B.J. Harrison
- 1991 : Doc Hollywood de Michael Caton-Jones : Docteur Halberstrom
- 1992 : Banco pour un crime (Once Upon a Crime...) d'Eugene Levy : Alfonso de la Pena
- 1993 : Amore! (en) de Lorenzo Doumani : Rudolpho Carbonera
- 1994 : Double Dragon de James Yukich  : Channel 102 News Anchor
- 1997 : 8 Têtes dans un sac (8 Heads in a Duffel Bag) de Tom Schulman : Dick Bennett
- 1998 : La Petite Licorne (The Little Unicorn) : Le Grand Allonso
- 1998 : She's Too Tall : Alonso Palermo
- 1998 : Bulworth de Warren Beatty : George Hamilton (non crédité)
- 1999 : Pets : Von Steiger / 'The Hand'
- 2001 : Crocodile Dundee 3 (Crocodile Dundee in Los Angeles), de Simon Wincer : lui-même
- 2001 : Off Key (en) de Manuel Gómez Pereira  : Armand Dupres
- 2002 : Reflections of Evil (es) : Duncan Carlyle
- 2002 : Hollywood Ending de Woody Allen : Ed
- 2005 : The L.A. Riot Spectacular (en) : The King of Beverly Hills
- 2005 : La rumeur court… de Rob Reiner : lui-même (non crédité)

#### Télévision
- 1958 : Destination Nightmare : Krishna Vernoy
- 1966 : A Farewell to Arms (en) (feuilleton) : Lieutenant Henry
- 1969 : The Survivors (en) (série) : Duncan Carlyle
- 1970 : Paris 7000 (en) (série) : Jack Brennan
- 1971 : The Last of the Powerseekers (en)
- 1975 : The Dead Don't Die : Don Drake
- 1975 : Columbo : État d'esprit (A Deadly State of Mind) avec Peter Falk, Lesley Ann Warren (Série) : Dr Mark Collier
- 1977 : Racines (Roots) (feuilleton) : Stephen Bennett
- 1977 : The Strange Possession of Mrs. Oliver (en) de Gordon Hessler écrit par Richard Matheson avec Karen Black : Greg Oliver
- 1977 : Navire en détresse (Killer on Board) de Philip Leacock avec Claude Akins, Patty Duke : Glenn Lyle
- 1978 : The Users (en) de Joseph Hardy avec Jaclyn Smith, Tony Curtis, Red Buttons, Joan Fontaine, John Forsythe : Adam Baker
- 1979 : Supertrain de Dan Curtis : David
- 1979 : Institute for Revenge (en) de Ken Annakin avec Lauren Hutton : Alan Roberto
- 1979 : Autoroute pour la mort (Death Car on the Freeway) : Ray Jeffries
- 1979 : The Seekers (en): de Sidney Hayers avec John Carradine, Brian Keith, Gary Merrill : Lieutenant Hamilton Stovall
- 1980 : The Great Cash Giveaway Getaway : Hightower
- 1981 : Dynastie (Dynasty) (feuilleton) : Joel Abrigore (1985-1986)
- 1983 : Malibu (en) avec William Atherton, James Coburn, Susan Dey : Jay Pomerantz
- 1985 : Justice (en) avec Robert Conrad : Bradley
- 1986 : Monte Carlo (mini-série) avec Joan Collins : Harry Price
- 1987 : Spies (en) (série) : Ian Stone
- 1987 : Poker Alice (en) avec Elizabeth Taylor : John
- 1991 : Dracula, Live from Transylvania
- 1991 : Columbo - Attention ! Le meurtre peut nuire à votre santé (Columbo: Caution - Murder Can Be Hazardous to Your Health) : Wade Anders
- 1992 : The House on Sycamore Street avec Dick Van Dyke : J.D. Gantry
- 1992 : Dream On (feuilleton) 2 épisodes
- 1993 : Das Paradies am Ende der Berge (de) avec Morgan Fairchild : Earl Henry von Hohenlodern
- 1994 : Justice pour un innocent (en) (Two Fathers: Justice for the Innocent) avec Robert Conrad : Bradley
- 1994 : Amour, Gloire et Beauté (The Bold and the Beautiful) (feuilleton) : Sonny Stone
- 1995 : Disparu (en) (Vanished) avec Robert Hays : Malcolm Patterson
- 1996 : The Guilt (série) : Alan Van Buren
- 1996 : Playback : Gil Braman
- 1996 : Hart to Hart: Till Death Do Us Hart avec Robert Wagner, Stefanie Powers, Dwight Schultz : Karl Von Ostenberg
- 1997 : Rough Riders de John Milius avec Tom Berenger, Sam Elliott, Gary Busey : William Randolph Hearst
- 1997 : Jenny (en) (série) 17 épisodes : Guy Hathaway
- 1998 : Casper et Wendy (Casper Meets Wendy) avec Shelley Duvall : Desmond Spellman
- 1999 : P.T. Barnum de Simon Wincer avec Beau Bridges : Francis Olmsted
- 2002 : Fastlane (série) : Georges Hamilton
- 2003 : The Family (en) (série) : Host
- 2004 : The Hollywood Mom's Mystery : Woody Prentice
- 2004 : Too Cool for Christmas avec Donna Mills : Santa Claus
- 2004 : Las Vegas (Série) : Bernard Taylor
- 2005 : Joey (spin-off de Friends) saison 2 épisode 10 : lui-même
- 2009 : Pushing Daisies (série) saison 2, épisode 11 : le père de Ned
- 2013 : Un Noël qui a du chien (Holiday Road Trip) : Max
- 2016 : 2 Broke Girls (série télévisée) : Bob (saison 5, épisode 14)
- 2019 :  Grace et Frankie  (série télévisée) : Jack Patterson (saison 5, épisode 13)

### Producteur
- 1971 : Evel Knievel (en)
- 1973 : Medusa
- 1979 : Le Vampire de ces dames (Love at First Bite)
- 1981 : La Grande Zorro (Zorro, the Gay Blade)